# Вибудоване-Вельбрандовське
Вибудоване-Вельбрандовські (пол. Wybudowanie Wielbrandowskie) — село в Польщі, у гміні Скурч Староґардського повіту Поморського воєводства.
У 1975-1998 роках село належало до Гданського воєводства.